# Trono do Sol

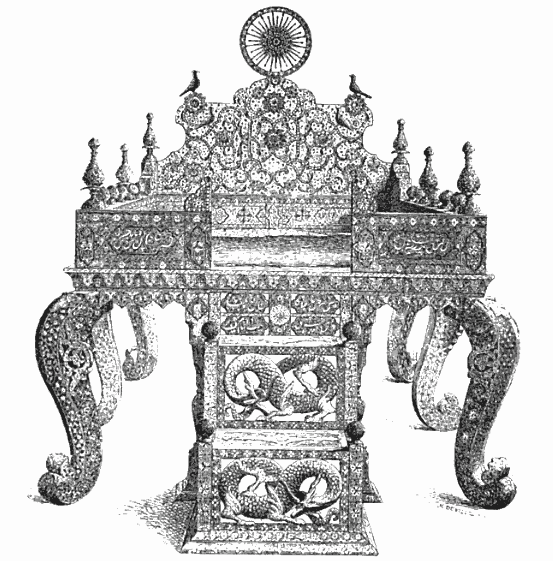
Um desenho do Trono do Sol

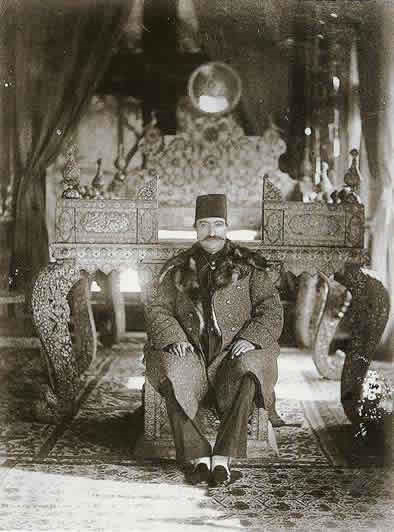
Naceradim Xá Cajar sentado no trono do sol, Palácio de Gulistão

O Trono do Sol (em persa: تخت خورشید‎; romaniz.: Takht-e Khurshīd) era o trono imperial da Pérsia. Tinha esse nome, pois possuía o desenho de um sol na sua parte de cima. Era do formato duma plataforma (Takht), similar ao Trono de Mármore no Palácio do Golestão. O Trono de Ouro foi construído depois com a aparência de uma cadeira. O Trono do Sol foi construído pelo Xá Fate Ali Xá Cajar no inicio do século XIX.

## História
Ele foi construído pelo rei persa Fate Ali Xá Cajar no inicio do século XIX. Ele foi usado como trono de coroação desde então. Nenhum elemento do trono do sol é feito de pavões. O Leão e o Sol eram os antigos símbolos da monarquia persa. Quando o Xá sentaria no trono, ele simbolizava o leão, com o símbolo do sol em sua parte de trás. O xá também poderia ser visto como o sol.